# 颱風威馬遜 (2008年)
颱風威馬遜（英語：Typhoon Rammasun，國際編號：0802，聯合颱風警報中心：03W，菲律賓大氣地球物理和天文服務管理局：Butchoy，菲律賓華語譯名：巴翠，中國大陸及港澳地區譯名：威馬遜）是2008年太平洋颱風季第2個被命名的熱帶氣旋。「威馬遜」一名由泰國提供，意指雷神。

## 發展過程
威馬遜於5月7日在棉蘭老島以東約790公里處形成，初時向西北偏西移動，菲律賓大氣地理天文部門給予名稱「巴翠」（Butchoy）。
威馬遜於翌日增強為熱帶風暴，亦轉向北移橫過菲律賓以東海域。 當晚威馬遜增強為強烈熱帶風暴，並於5月9日進一步增強為颱風。
威馬遜在當日較後開始爆發性增強，並於翌日達到超級颱風的強度。威馬遜於5月12日轉向東北移動並逐步減弱。翌日威馬遜轉化為溫帶氣旋。

## 對日本的影響
威馬遜在5月13日轉化為溫帶氣旋並影響日本沿岸，帶來了強風、大浪和大雨。日本錄得的最高陣風為52英里每小時（84每小時）。

## 外部連結
- （日語）日本氣象廳：0802最佳路徑數據 （页面存档备份，存于）、2008年熱帶氣旋最佳路徑圖（日文版 （页面存档备份，存于）、英文版 （页面存档备份，存于））、數位颱風網相關資料（日文版 （页面存档备份，存于）、英文版 （页面存档备份，存于））、《2008年熱帶氣旋年刊》 （页面存档备份，存于）
- （英文）美國聯合颱風警報中心：《2008年熱帶氣旋年刊》
- （英文）美國太空總署：相關資料 （页面存档备份，存于）
- （简体中文）中國國家氣象中心：2008年熱帶氣旋最佳路徑數據
- （繁體中文）中華民國交通部中央氣象局：颱風資料庫——、最佳路徑圖
- （繁體中文）香港天文台：實時天氣稿（5月7日 （页面存档备份，存于）－8日 （页面存档备份，存于）－9日 （页面存档备份，存于）－10日 （页面存档备份，存于）－12日 （页面存档备份，存于）－13日 （页面存档备份，存于））、《2008年熱帶氣旋年刊》（網頁版 （页面存档备份，存于）、可攜式文件格式版 （页面存档备份，存于））